# 34-та змішана авіаційна дивізія (РФ)
34-а змішана авіаційна дивізія — оперативне з'єднання військово-повітряних сил Російської Федерації у складі Балтійського флоту. 
Управління 72-ї авіаційної бази Морської авіації Балтійського флоту переформовано в управління 34-ї змішаної авіаційної дивізії Морської авіації Балтійського флоту, що об'єднала всі авіаційні угруповання Балтійського флоту в Калінінградській області у 2019.

## Склад
Склад дивізії (станом на 2023):
- 4-й штурмовий авіаційний полк, рос. «4-й гвардейский морской штурмовой авиационный Новгородско-Клайпедский Краснознамённый полк имени маршала авиации И.И. Борзова», (в/ч 30866, а/б[4] Черняховськ), Су-30СМ, Су-24М;
- 689-й винищувальний авіаційний полк, рос. «689-й гвардейский истребительный авиационный Сандомирский ордена Александра Невского полк имени маршала авиации А.И. Покрышкина», (в/ч 32497, а/б Чкаловськ), Су-27СМ;
- 396-й змішаний вертолітний полк (в/ч 77100, авіабаза Донське), Мі-8, Мі-24, Ка-27ПС, Ка-27ПЛ, Ка-27М;[5]